# Raahe
Raahe (szw. Brahestad) – miasto i magistrat w Finlandii.
Miasto leży w regionie Pohjois-Pohjanmaa, w dawnej prowincji Oulu. Populacja wynosi 22.594 (2003). Obszar to 535,65 km², z czego 8,34 km² zajmuje woda. Gęstość zaludnienia jest równa 42,8 mieszkańca/km.

## Urodzeni w mieście
- August Maximilian Myhrberg – szwedzki wojskowy, uczestnik powstania listopadowego i styczniowego w Polsce

## Miasta partnerskie
- Koszyce, Słowacja